# ری چون‌هی
ری چون‌هی (به انگلیسی: Ri Chun-hee) (به کره‌ای: 리춘히)؛ زادهٔ ۸ ژوئیهٔ ۱۹۴۳) گوینده اخبار، و روزنامه‌نگار اهل کره شمالی است. او به «بانوی صورتی‌پوش» معروف است و یکی از خبرخوان‌های ارشد تلویزیون مرکزی کره شمالی بشمار می‌رود.
خبر مرگ کیم ایل-سونگ در سال ۱۹۹۴ و کیم جونگ-ایل در سال ۲۰۱۱ رهبران پیشین کره شمالی، را او اعلام کرد. خبرهای مرتبط با آزمایش‌های هسته‌ای و پرتاب‌های موشکی کره شمالی را همیشه وی اعلام می‌کند. ری چون‌هی در سال ۱۹۷۴ نخستین برنامه رنگی شبکه دولتی کره شمالی را اجرا کرده‌است.